# Pala Avogadro
La Pala Avogadro è un dipinto a olio su tela (430x275 cm) del Romanino con probabile collaborazione di Lattanzio Gambara, databile al 1548-1550 e conservato nella Pinacoteca Tosio Martinengo di Brescia.
Segnata da un forte degrado del manto pittorico e della preparazione sottostante, la tela è probabilmente uno dei primi risultati della collaborazione tra il Romanino e Lattanzio Gambara, avviata a partire dalla metà del secolo: il primo avrebbe dipinto le figure, mentre il secondo si sarebbe occupato dello sfondo, che infatti è risultato interamente eseguito prima di tutto il resto nelle radiografie condotte durante il restauro novecentesco.

## Storia
L'imponente dipinto viene realizzato alla metà del Cinquecento per la decima cappella a destra nella chiesa di san Giuseppe a Brescia, assegnata dal 1531 a Matteo Avogadro. Uomo di grande cultura, nel testamento redatto nello stesso anno lascia ai figli l'onere di sovvenzionare, dopo la sua morte, l'esecuzione di una pala per la cappella di famiglia raffigurante al centro la Madonna attorniata da san Paolo, santa Maria Maddalena, santa Caterina da Siena e santa Caterina d'Alessandria. Matteo muore nel 1547 e i figli provvedono immediatamente a far realizzare il suo monumento funebre e, subito dopo, il dipinto richiesto nel testamento del padre. Non sono noti documenti che leghino indiscutibilmente la tela del Romanino alla commissione dei figli dell'Avogadro, ma l'analogia della composizione e dei soggetti con le volontà testamentarie di Matteo e, soprattutto, la presenza dello stemma di famiglia dipinto sul capitello della prima lesena a destra confermerebbero l'ipotesi.
La pala è segnalata in loco e correttamente attribuita al Romanino dalla totalità della letteratura artistica antica, ma già Giulio Antonio Averoldi, nel 1700, ne lamenta il cattivo stato di conservazione. Paolo Brognoli, nel 1826, discute a sua volta della cattiva leggibilità dell'opera a causa delle ridipinture e dà notizia della sua rimozione dall'altare, parlandone come fatto già avvenuto. In una nota successiva, lo stesso Brognoli informa che la tela è in mano al restauratore Giovanni Romani e precisa che era stata rimossa dall'altare nel luglio 1825. Nel 1834, Alessandro Sala la segnala all'ottavo altare destro e ugualmente scrive Federico Odorici. Soppresso il convento di San Giuseppe nel 1866, il dipinto passa alla Pinacoteca Tosio Martinengo, nei cui inventari è segnalato a partire dal 1875 ma senza osservazioni sullo stato di conservazione.
Le precarie condizioni in cui verte la tela all'inizio del Novecento vengono documentate in una fotografia del 1947, dove si possono vedere la figura di san Paolo e l'area in alto a destra segnate da ampie cadute di colore, più varie modifiche date da ridipinture. In occasione della mostra sulla pittura bresciana del 1965, l'opera viene sottoposta a restauro, eliminando i rifacimenti del Romani ma non le stuccature seicentesche che avevano completamente cancellato il manto pittorico sottostante. Nel corso dell'intervento la tela viene sottoposta a dieci radiografie che confermano il grave degrado sia del colore, sia della preparazione, escludendo un eventuale e ulteriore restauro.

## Descrizione
La raffigurazione si svolge all'interno di un'abside coperta da semicupola che crea un ambiente raccolto e serrato, complessivamente preponderante. Al suo interno si raccolgono, in piedi su due gradini, san Girolamo, san Giovanni Battista, san Paolo, santa Maria Maddalena e santa Caterina d'Alessandria, da sinistra a destra, ognuno connotato dai tradizionali simboli iconografici. Sulle due lesene che chiudono l'abside alle estremità si reggono due angioletti i quali, reggendo due veli, scoprono il Gesù crocifisso appeso sulla chiave della cupola. Sulla catena di quest'ultima sono appoggiati due calici dorati che raccolgono il sangue di Cristo.

## Stile
Il primo studioso a segnalare l'opera è Bernardino Faino nella seconda metà del Seicento, il quale commenta che qui il Romanino "sì è condotto valorosamente". Seguono altri autori, tutti concordi sull'alto valore del dipinto. Anche la critica ottocentesca e novecentesca, seppur lamentandone lo stato di degrado di cui si è parlato, è unanime nel riconoscere la preziosità della composizione e dell'architettura di sfondo.
Le radiografie condotte sul dipinto a metà Novecento hanno rivelato dettagli interessanti per ricostruire l'esecuzione dell'opera. Innanzi tutto, si è rilevato che lo sfondo architettonico è stato dipinto interamente prima dei soggetti, anteposti in un secondo momento, segnalando quindi la grande importanza data all'ambiente serrato entro l'abside, illuminato parzialmente da destra verso sinistra lasciando in ombra l'arcone di contorno. Nel breve spazio a terra sono quindi collocati i cinque santi, mentre sulla cima delle lesene alle estremità si reggono i due angeli, elementi di raccordo tra la metà inferiore e la superiore. Queste due differenti fasi di esecuzione lasciano supporre l'intervento di un secondo pittore, verosimilmente Lattanzio Gambara, che proprio in quegli anni avvia la collaborazione con il Romanino. Il Gambara si sarebbe pertanto occupato dello sfondo, mentre il maestro avrebbe eseguito le figure. Nelle radiografie sono inoltre emersi alcuni pentimenti nel panneggio della veste di santa Caterina, la prima a destra, e nella posizione della sua spada, ridipinta in direzione più obliqua. Altri interventi sulla stessa figura (modifiche alla pettinatura e allo scollo dell'abito), invece, sono forse da attribuire a un interventi seicentesco.
La collaborazione con Lattanzio Gambara permette infine di leggere in modo diverso la composizione del dipinto, non più frutto di un Romanino dalle "stanche composizioni", come invece vedeva il Brognoli, bensì di una ricerca verso nuovi moduli compositivi, dove l'architettura ha una forte rilevanza accentuata dall'uso del mosaico dorato, mentre le figure acquistano pienezza di forme, volumi e colori.